# UTC+8:30
UTC+8:30 е часова зона, която от 15 август 2015 г. се използва целогодишно в КНДР (Северна Корея).

## Като стандартно време през цялата година
- Северна Корея (PYT – пхенянско стандартно време)

## В миналото
Тази часова зона е използвана от:
- Китай в периода 1912 – 1949 г. в Североизточен Китай.
- Южна Корея в периода 1954 – 1961 г. като стандартно време.